# 알로이스 알츠하이머

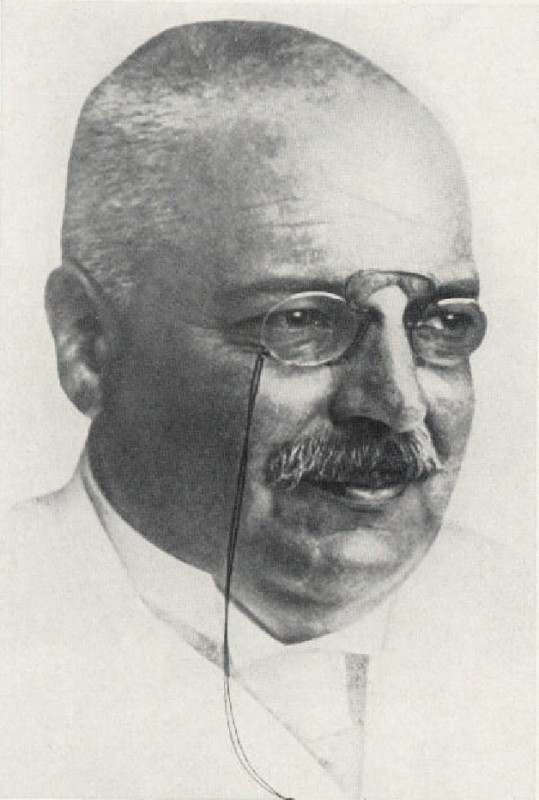
알로이스 알츠하이머

 알로이스 알츠하이머(독일어: Alois Alzheimer, 1864년 6월 14일~ 1915년 12월 19일)는 독일의 정신과 의사이며 신경 병리학자이다. 알츠하이머 질환을 처음으로 발견했다. 이름을 따서 친구인 에밀 크레펠린(Emil Kraepelin)이 알츠하이머병이라고 명명하였다.